# Пены (Крым)
Пе́ны (до 1948 года Молла́-Эли́; укр. Піни, крымскотат. Molla Eli, Молла Эли) — село в Нижнегорском районе Республики Крым, входит в состав Жемчужинского сельского поселения (согласно административно-территориальному делению Украины — Жемчужинского сельского совета Автономной Республики Крым).

## Население
| 2001 | 2014 |
| ---- | ---- |
| 505  | ↘390 |

Всеукраинская перепись 2001 года показала следующее распределение по носителям языка
| Язык             | Процент |
| ---------------- | ------- |
| русский          | 68.32   |
| крымскотатарский | 22.38   |
| украинский       | 9.11    |
| другие           | 0.2     |

### Динамика численности
| - 1805 год — 75 чел. - 1864 год — 24 чел. - 1889 год — 741 чел. - 1892 год — 44 чел. - 1900 год — 52 чел. - 1915 год — 170 чел. | - 1926 год — 192 чел. - 1939 год — 151 чел. - 1989 год — 431 чел. - 2001 год — 390 чел. - 2009 год — 435 чел. - 2014 год — 390 чел. |

## Современное состояние
На 2017 год в Пенах числится 7 улиц; на 2009 год, по данным сельсовета, село занимало площадь 28 гектаров на которой, в 167 дворах, проживало 435 человек. В селе действуют сельский клуб, библиотека-филиал № 16. Пены связаны автобусным сообщением с Симферополем, райцентром и соседними населёнными пунктами.

## География
Пены — село на юге района, на северной окраине Внешней гряды Крымских гор, на левом берегу реки Биюк-Карасу, у границы с Белогорским районом, высота центра села над уровнем моря — 73 м. Ближайшие сёла: Жемчужина в 2 км на север и Зыбины Белогорского района в 1 км на юг. Расстояние до райцентра — около 25 километров (по шоссе), там же ближайшая железнодорожная станция — Нижнегорская (на линии Джанкой — Феодосия). Транспортное сообщение осуществляется по региональной автодороге 35Н-016 Нижнегорский — Белогорск (по украинской классификации — Т-0-112).

## История
Идентифицировать Мулла-Эли среди, зачастую сильно искажённых, названий деревень Карасъбазарскаго каймаканства в Камеральном Описании Крыма 1784 года пока не удалось. После присоединения Крыма к России (8) 19 апреля 1783 года, (8) 19 февраля 1784 года, именным указом Екатерины II сенату, на территории бывшего Крымского Ханства была образована Таврическая область и деревня была приписана к Левкопольскому, а после ликвидации в 1787 году Левкопольского — к Феодосийскому уезду Таврической области. После Павловских реформ, с 1796 по 1802 год, входила в Акмечетский уезд Новороссийской губернии. По новому административному делению, после создания 8 (20) октября 1802 года Таврической губернии, Мулла-Эли был включён в состав Урускоджинской волости Феодосийского уезда.
По Ведомости о числе селении, названиях оных, в них дворов… состоящих в Феодосийском уезде от 14 октября 1805 года , в деревне Мулла-Эли числилось 8 дворов и 75 жителей. На военно-топографической карте генерал-майора Мухина 1817 года деревня Молла ели обозначена с 12 дворами. После реформы волостного деления 1829 года Молла Эли, согласно «Ведомости о казённых волостях Таврической губернии 1829 года», отнесли к Бурюкской волости (переименованной из Урускоджинской). Затем, видимо, в результате эмиграции крымских татар, деревня опустела и на картах 1836 и 1842 года обозначены развалины деревни Мулла-Эли.
В 1860-х годах, после земской реформы Александра II, деревню приписали к Шейих-Монахской волости. Согласно «Списку населённых мест Таврической губернии по сведениям 1864 года», составленному по результатам VIII ревизии 1864 года, Мулла-Эли — владельческая татарская деревня мусульманского духовного правления с 8 дворами, 24 жителями и мечетью при реке Биюк-Карасу. По «Памятной книге Таврической губернии 1889 года», по результатам Х ревизии 1887 года, в деревне Молла-Эли числилось 122 двора и 741 житель. По «…Памятной книжке Таврической губернии на 1892 год» в безземельной деревне Молла-Эли, не входившей ни в одно сельское общество, было 44 жителя, у которых домохозяйств не числилось, на подробной военно-топографической карте 1892 года в Мулла-Эли обозначены 11 дворов с татарским населением.
После земской реформы 1890-х годов деревню приписали к Андреевской волости. По «…Памятной книжке Таврической губернии на 1900 год» в деревне Молла-Эли, входившей в Васильевское сельское общество, числилось 52 жителя в 15 дворах. По Статистическому справочнику Таврической губернии. Ч.II-я. Статистический очерк, выпуск шестой Симферопольский уезд, 1915 год, в деревне Мулла-Эли на вакуфе Табулдинской волости Симферопольского уезда числилось 36 дворов с татарским населением в количестве 170 человек приписных жителей
После установления в Крыму Советской власти, по постановлению Крымревкома № 206 «Об изменении административных границ» от 8 января 1921 года была упразднена волостная система и село вошло в состав Карасубазарского района Карасубазарского уезда, а в 1922 году уезды получили название округов. 11 октября 1923 года, согласно постановлению ВЦИК, в административное деление Крымской АССР были внесены изменения, в результате которых основной административной единицей стал Карасубазарский район и село включили в его состав. Согласно Списку населённых пунктов Крымской АССР по Всесоюзной переписи 17 декабря 1926 года, в селе Мулла-Эли, Тайганского сельсовета Карасубазарского района, числилось 46 дворов, из них 45 крестьянских, население составляло 192 человека, все татары, действовала татарская школа. Постановлением ВЦИК «О реорганизации сети районов Крымской АССР» от 30 октября 1930 года был создан Сейтлерский район (по другим сведениям 15 сентября 1931 года) и село передали в его состав. По данным всесоюзной переписи населения 1939 года в селе проживал 151 человек.
В 1944 году, после освобождения Крыма от фашистов, согласно Постановлению ГКО № 5859 от 11 мая 1944 года, 18 мая крымские татары были депортированы в Среднюю Азию. 12 августа 1944 года было принято постановление № ГОКО-6372с «О переселении колхозников в районы Крыма» и в сентябре 1944 года в район приехали первые новосёлы (320 семей) из Тамбовской области, а в начале 1950-х годов последовала вторая волна переселенцев из различных областей Украины. С 25 июня 1946 года Молла-Эли в составе Крымской области РСФСР. Указом Президиума Верховного Совета РСФСР от 18 мая 1948 года, Молла-Эли переименовали в Пены. 26 апреля 1954 года Крымская область была передана из состава РСФСР в состав УССР. Время включения в Садовый сельсовет пока не установлено: на 15 июня 1960 года село уже числилось в его составе. На 1977 год село входило уже в Жемчужинский сельсовет. По данным переписи 1989 года в селе проживал 431 человек. С 12 февраля 1991 года село в восстановленной Крымской АССР, 26 февраля 1992 года переименованной в Автономную Республику Крым. С 21 марта 2014 года в составе Крыма аннексировано Россией.